# 阿巴河 (中国)
阿巴河，位于中华人民共和国内蒙古自治区额尔古纳市境内，是额尔古纳河右岸支流，发源于额尔古纳市东北部大兴安岭西麓石碓山，蜿蜒向西南流，穿行在好哈拉尔后肚山（南岸）和高平山（北岸）之间，于奇乾乡东北汇入额尔古纳河。河长137千米，河道比降2.39‰，流域面积2391平方千米。年均径流量2.63亿立方米。阿巴河流域地处大兴安岭西麓低山丘陵区，人烟稀少，森林覆盖率67%。